# Nicolae Togan
Nicolae Togan (n. 6 noiembrie 1849, Ghijasa de Sus – d. 6 ianuarie 1935, Sibiu) a fost un preot,  deputat în Marea Adunare Națională de la Alba Iulia, organismul legislativ reprezentativ al „tuturor românilor din Transilvania, Banat și Țara Ungurească”, cel care a adoptat hotărârea privind Unirea Transilvaniei cu România, la 1 decembrie 1918.

## Biografie
A urmat studiile gimnaziale la Sibiu. Între 1881 și 1885 a studiat teologia la Blaj. În 1886 devine preot, întorcându-se la Sibiu și acceptând un post de dascăl la Școala Civilă Superioară de Fete a Asociațiunii.
Începând cu 1892 a predat și la Liceul de Stat din Sibiu, ulterior devenind bibliotecar. În anul 1901 a fost numit paroh al Bisericii dintre Brazi și protopop unit al Sibiului. Totodată a fost cooptat în redacția de istorie a revistei Astra.
A fost un însemnat colaborator al Enciclopediei Române. A editat împreună cu Silvestru Moldovan un dicționar al localităților cu populație română din fostul regat al Ungariei.
A fondat mai multe organizații culturale și bisericești, colaborând la ridicarea multor biserici, școli și case parohiale. S-a aflat în corespodență cu Ion Agârbiceanu. A fost înmormântat în cimitirul de la Biserica dintre Brazi din Sibiu.

### Distincții și merite
Este numit cavaler de onoare al Ordinului „Francisc Iosif”. Primește medalia „Răsplata muncii pentru Biserică”, clasa I. După 1918 a devenit membru al Ordinului „Steaua României”, în grad de ofițer.

## Lucrări
- Episcopul Ioan Inocențiu Klein și sașii din Sibiiu, în: „Transilvania”, sept.-oct. 1899, pag. 265-269 (pag. 13-17 ale documentului pdf);
- Catalogul bibliotecii Asociațiunii transilvane pentru literatura română și cultura poporului, Sibiu, 1895;
- Indice alfabetic al publicațiunilor revistei  “Transilvania” al “Actelor și Analelor Asociațiunii transilvane” (1861-1894), Sibiu;
- Românii din Transilvania la 1733;
- Dicționarul numirilor de localități cu poporațiune română din Ungaria, Sibiiu, 1909;
- Dicționarul numirilor de localități cu poporațiune română din Transilvania, Banat, Crișana și Maramurăș, Editura „Asociațiunii”, Sibiiu, 1919;
- Istoria protopopiatului greco-catolic al Sibiului, ediție îngrijită de Bianca Magdău, Petru Magdău, Presa Universitară Clujeană, 2010.